# Dainius Šalenga
Dainius Šalenga, né le 15 avril 1977 à Varėna, dans la République socialiste soviétique de Lituanie, est un joueur lituanien de basket-ball, évoluant au poste d'ailier.

## Carrière
En novembre 2013, Šalenga quitte le TonyBet Prienai Rūdupis pour retourner au Boudivelnyk Kiev qui évolue en Euroligue.

### Palmarès
- Champion d'Europe 2003
- Vainqueur de la ligue baltique 2005, 2008, 2010 (Žalgiris Kaunas)
- Champion de Lituanie : 2001, 2003, 2004, 2005, 2012